# David Gyasi
David Gyasi (Londen, 2 januari 1980) is een Brits acteur.
Gyasi werd geboren in de wijk Hammersmith van Londen. Hij maakte zijn acteer debuut in 2003 met de film What a Girl Wants als een lid van Ian's band. Ook was hij te zien in de films The Dark Knight Rises, Cloud Atlas en Interstellar. Gyasi sprak ook de stem in van de safari park ranger M'tambo in de animatieserie Chuggington.

## Filmografie

### Films
- 2003: What a Girl Wants - Ian's Band Member
- 2005: Shooting Dogs - François
- 2006: Shoot the Messenger - Timothy
- 2012: Red Tails - Corporal
- 2012: The Dark Knight Rises - Skinny Prisoner
- 2012: Cloud Atlas - Autua, Lester Rey, Duophysite
- 2014: Panic - Andrew Deeley
- 2014: Interstellar - Romilly
- 2018: Annihilation - Daniel

### Televisiefilms
- 2013: The Whale

### Televisieseries
- 2003: Goal - Joe Saunders (1 afl.)
- 2003: Casualty - Bryce (2003 - 2004) (2 afl.)
- 2004: Murder City - Reporter 2 (1 afl.)
- 2004: William and Mary - Policeman (1 afl.)
- 2005: Sea of Souls - Lucas Hegarty (2 afl.)
- 2005: Dream Team - Marlon (1 afl.)
- 2005: No Angels - Leonard (1 afl.)
- 2005: The Brief - DS Kitson (1 afl.)
- 2005: Mike Bassett: Manager - Jeremy Hands (5 afl.)
- 2005: The Bill - Jason Fielding (1 afl.)
- 2005: Doctors - Joe Fisher, Sean Foster (2007 - 2008) (2 afl.)
- 2006: Torchwood - Hospital Patient (1 afl.)
- 2007: Coming Up - Marlon (1 afl.)
- 2007: Silent Witness - DS Ian Cross (1 afl.)
- 2008: Waking the Dead - Charlie Ayanike (2 afl.)
- 2008: Apparitions - Father Daniel (2 afl.)
- 2008: Chuggington - M'tambo (stem) (2008 - 2014) (20 afl.)
- 2009: Demons - Physics Teacher (1 afl.)
- 2009: Law & Order: UK - Lennie Gaines (1 afl.)
- 2009: Murderland - Will (2 afl.)
- 2010: Holby City - Moses Abebe
- 2010: Chuggington: Badge Quest - M'tambo (stem) (5 afl.)
- 2012: White Heat - Victor (6 afl.)
- 2012: Doctor Who - Harvey (1 afl.)
- 2018: Troy Fall of a city - Achilles (10 afl.)
- 2019 - 2023: Carnival Row - Agreus (18 afl.)
- 2020: The A word -  Ben (5 afl.)
- 2022: The Sandman -  The grey cat (stem) (1 afl.)
- 2022: The Bastard Son & The Devil Himself - Marcus Edge (3 afl.)
- 2023 -: The Diplomat -  Austin Dennison, Minister van Buitenlandse Zaken van Groot Brittanië (14 afl.)

- Gemeinsame Normdatei: 1061420930
- International Standard Name Identifier: 0000 0004 1000 7820
- Library of Congress Control Number: no2013064164
- Nationale Bibliotheek van Israël: 987007318349605171
- Système universitaire de documentation: 172558654
- Virtual International Authority File: 304017820
- WorldCat: E39PBJrrvQHh8bCMcjh7j33JDq